# Markéta Bělonohá
Markéta Bělonohá (Tábor, 25 marzo 1982) è una modella ceca.

## Biografia
Marketa Bělonohá è nata a Tábor, Cecoslovacchia (oggi Repubblica Ceca) e vive in Hradec Králové. La sua carriera nel mondo dello spettacolo inizia nel 2002 con alcuni servizi di nudo per siti web erotici (spesso pubblicati sotto pseudonimo) e, l'anno successivo, con la partecipazione come attrice non accreditata ad alcuni film softcore e hardcore a tematica lesbo e masturbazione, oltre a comparire come modella nel numero di aprile dell'edizione ceca di Playboy.
Dal 2005 si dedica esclusivamente al lavoro di fotomodella, inizialmente solo di glamour e di nudo, successivamente comparendo anche come modella "anonima" in diverse campagne pubblicitarie e copertine di riviste, attiva sia negli Stati Uniti che in Europa. Nel contempo presenta tramite internet i suoi lavori in due siti web distinti, uno per il lavoro come modella generica ed uno dedicato esclusivamente ai servizi di nudo, sito chiuso nell'autunno 2011.
Nel maggio del 2006 completa gli studi e si laurea in Ingegneria informatica all'Università di Hradec Králové. Negli anni ha più volte posato per il fotografo norvegese Petter Hegre, servizi in parte raccolti nel volume monografico Markéta, pubblicato nel 2006 dall'editore svizzero Edition Skylight.
Nel 2007, ha debuttato come attrice nel film d'azione Deep Gold, ambientato nelle Filippine, girato dal regista e produttore tedesco Michael Gleissner, la cui uscita è prevista per il 2010
Nel 2008 è diventata Miss November per l'edizione ceca di Playboy.
È stata numerose volte sulle copertina di riviste erotiche o dedicate ad un pubblico maschile, tra cui l'edizione messicana di Max, il già citato Playboy, Perfect 10 (primavera 2006) e Maxim, ma anche su riviste dedicate al pubblico più generico come l'italiana Come Stai - il mensile della salute o l'edizione ceca della rivista sulle nuove tecnologie T3 magazine. Suoi servizi di nudo sono stati pubblicati anche sulle edizioni francesi e statunitensi di Playboy e sulla rivista francese Lui, dove è stata scelta come una delle 10 modelle più sexy del 2005.

## Portfolio

### Pubblicità
- Fabulous Italia (campagna pubblicitaria 2007)
- Italian Lingerie Swimwear Catalogue Fruscio (collezione primavera/estate 2006)
- Jewellery from DECOLLETAGE FIRMS
- Libertine lingerie Paris
- Juice Bari
- Fomei
- Olymp
- Eternal

### Calendari
- Nautical Angels calendar 2006
- Elit 2006
- Ford 2006
- Austis calendar 2006
- Maxim, USA, 2006
- Le modelle di Ibiza Calendario Poster 2006
- Aqua trade calendar 2005
- Car Wash 2007

### Film
- Deep Gold (2010)
- Babes Uncensored (2008)
- First Class Nudes Vol.2 (2007)
- Culottes en coton blanc
- Jambes sensuelles (2005)
- Bound Cargo (2003)

### Libri
Petter Hegre, Clifford Thurlow, Markéta, Edition Skylight, 2006, ISBN 978-3-03766-574-9